# Frumușeni
Frumușeni é uma comuna romena localizada no distrito de Arad, na região histórica da Transilvânia. A comuna possui uma área de 43.15 km² e sua população era de 2614 habitantes segundo o censo de 2007.